# São Mamede, Paraíba
São Mamede este un oraș în Paraíba (PB), Brazilia.